# Pristomyrmex acerosus
Pristomyrmex acerosus é uma espécie de formiga do gênero Pristomyrmex, pertencente à subfamília Myrmicinae.